# Lagria
Lagria is een kevergeslacht uit de familie zwartlijven (Tenebrionidae). De wetenschappelijke naam van het geslacht  is voor het eerst geldig gepubliceerd in 1775 door Johann Christian Fabricius.

## Soorten
- Lagria atripes
- Lagria azureipennis
- Lagria babai
- Lagria brevipilis
- Lagria carinulata
- Lagria comosella
- Lagria conspersa
- Lagria formosensis
- Lagria grenieri
- Lagria gressitti
- Lagria hirta
- Lagria indicola
- Lagria klapperichi
- Lagria kondoi
- Lagria lameyi
- Lagria lata
- Lagria laticollis
- Lagria moutoni
- Lagria nigricollis
- Lagria notabilis
- Lagria oharai
- Lagria okinawana
- Lagria ophthalmica
- Lagria pallidipennis
- Lagria paracomosella
- Lagria pici
- Lagria picta
- Lagria rubella
- Lagria rubida
- Lagria rubiginea
- Lagria rufipennis
- Lagria rufiventris
- Lagria rugosula
- Lagria schawalleri
- Lagria scutellaris
- Lagria tenenbaumi
- Lagria theryi
- Lagria tibetana
- Lagria tigrina
- Lagria tristicula
- Lagria ventralis
- Lagria villosa